# Gythio
Gythio (griechisch Γύθειο [ˈʝiθio] (n. sg.), altgriechisch Γύθιον) ist eine griechische Hafenstadt am Lakonischen Golf im Süden der Peloponnes in des Regionalbezirks Lakonien. Gythio ist seit der Verwaltungsreform von 2010 ein Gemeindebezirk und Sitz der Gemeinde Anatoliki Mani.

## Lage

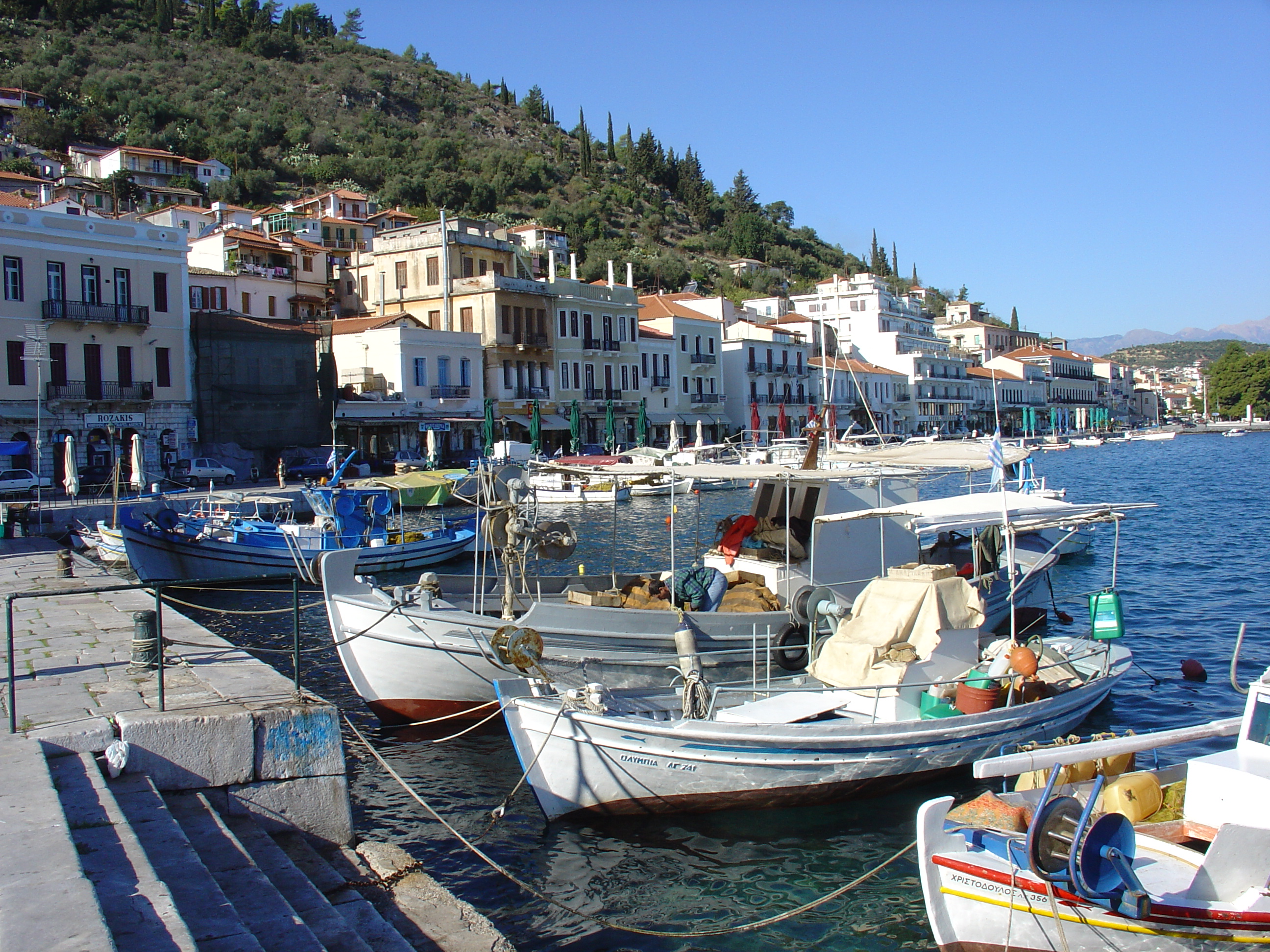
Gythio, Hafenpromenade

Gythio liegt in einem kleinen fruchtbaren Delta des Flusses Xeras, umrahmt von Ausläufern des Taygetosgebirges, dessen mit 2407 Metern höchster Gipfel namens Profitis Ilias bei guter Sicht direkte Stadtkulisse – oft bis in den Mai hinein schneebedeckt – ist. Inmitten der Ebene entspringt eine Trinkwasserquelle und am Nordrand des Deltas gibt es einige kleine perennierende Bäche. Die Bucht von Gythio bietet von Natur aus einen guten Schutz für Schiffe. Der heute ausgebaute Hafen ist Fährhafen für Verbindungen zur Insel Kythira und nach Kissamos auf Kreta.
In der Nähe des Hafens liegt die kleine Insel Marathonisi (die antike Kranaë) mit einem Pinienwäldchen und einem Leuchtturm. Sie ist mit Gythio durch einen Damm verbunden und grenzt das Stadtbild malerisch gegen das offene Meer hin ab. Paris und Helena sollen hier auf der Flucht von Sparta nach Troja ihre erste Liebesnacht verbracht haben.

## Geschichte

### Bronzezeit
Die ältesten Funde stammen von der Insel Marathonisi. Hier wurden bronzezeitliche Scherben gefunden; die ältesten können in das Frühhelladikum datiert werden. Die Siedlung umfasste während der Mykenischen Palastzeit (SH III) etwa die Hälfte der Insel und war somit ein nicht unbedeutender Ort. Auf dem 2 km südlich von Gythio gelegenen Berg Mavrovouni wurden zudem mykenische Grabkammern entdeckt und die Überreste einer Tholos. Diese und andere Funde in der näheren Umgebung deuten auf ein mykenisches Zentrum hin. Am Ende der Bronzezeit wurde die Siedlung auf der Insel aufgegeben.

### Antike

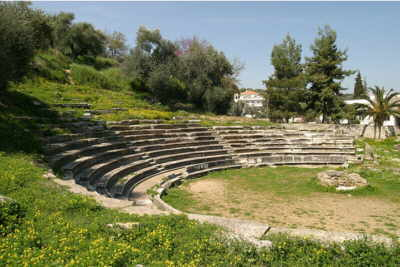
Das römische Theater von Gythion

Der Ursprung der dorischen Siedlung Gythion (altgriechisch Γύθιον, Γυθεῖον) auf dem Festland gegenüber bleibt im Dunkeln. Es war eine von Sparta abhängige Periökenstadt. Nachdem die Spartaner zu Beginn des 5. Jh. v. Chr. den Hafen ausgebaut hatten, wurde es zum Haupthafen des 45 km entfernt gelegenen Sparta und der ältere Hafen beim 7 km südlicher gelegenen Las verlor an Bedeutung.
Als Haupthafen der spartanischen Flotte war Gythion wiederholt feindlichen Angriffen ausgesetzt. So führte im Jahre 455 v. Chr. Tolmides die Athenische Flotte gegen Gythion und brannte den Hafen nieder. Dennoch führt dieser Krieg zwischen Athen und Sparta zur Niederlage Athens. Auch im Peloponnesischen Krieg (431–404 v. Chr.) war Gythion der Ausgangspunkt der spartanischen Flotte. Im Jahre 407 v. Chr. landete Alkibiades vor seiner Rückkehr nach Athen hier und überwachte den Bau von dreißig Trieren durch die Spartaner.
Nach der Schlacht von Leuktra fiel Epaminondas im Winter 370 v. Chr. mit einem Landheer des Böotischen Bundes in Lakonien ein, vermochte aber Sparta nicht einzunehmen. Das Heer zog bis zur Küste und belagerte Gythion drei Tage lang erfolglos, worauf das Heer umkehrte.
Im Laufe des Ersten Makedonischen Krieges fiel im Jahre 215 v. Chr. das makedonische Heer unter Philipp V. in Lakonien ein und belagerte auf seinem Vorstoß bis zum Kap Tainaron erfolglos Gythion.
195 v. Chr. gelang es im Zweiten Makedonischen Krieg dem römischen Feldherrn Titus Quinctius Flamininus Gythion einzunehmen, wobei er den Spartanern erlaubte sich nach Sparta zurückzuziehen. Gythion blieb darauf umkämpft und dem spartanische König Nabis gelang es 192 v. Chr. die Stadt einzunehmen, doch vermochten sich die Spartaner nicht lange zu halten. Zusammen mit den anderen von Sparta entrissenen Städten wurde Gythion von Rom unter den Schutz des Achäischen Bundes gestellt. Als Griechenland 146 v. Chr. in eine Römische Provinz umgewandelt wurde, schlossen sich diese Städte zum „Lakedaimonischen Bund“.
Um 70 v. Chr. kam es offenbar zu einer Stasis in der Stadt, die von einem auswärtigen Schiedsrichter beigelegt werden konnte.
Unter Kaiser Augustus wurde dann der „Bund der Eleutherolakonen“ gegründet. Gythion gehörte zu den wenigen Städten der Eleutherolakonen, die eigene Münzen herausgab, was die Bedeutung und den Reichtum der Stadt bezeugt.
Während der Römerzeit erlebte Gythion (lat. Gythium) seine wirtschaftliche Blütezeit. Der Wohlstand entwickelte sich neben regem Handel vor allem durch den Abbau von Marmor und Holz aus den nahen Eichenwäldern des Taygeton. Welche Bedeutung der Purpurschneckenfischerei zukam, bleibt in der Forschung umstritten. Die Stadt wurde stark ausgebaut. Dabei wurden unter anderem ein Theater in die Ostflanke der Akropolis gebaut und Thermen errichtet. Von Norden und von Westen her führten Aquädukte Frischwasser zur Stadt, das in einer Zisterne am Westhang der Akropolis gesammelt wurde. Die Stadt dehnte sich schließlich bis in die Hänge der nördlichen Hügel aus. Südlich der Stadt gegenüber der Insel Kranae lag das Migonion, ein heiliger Bezirk, in dem vor allem Aphrodite Migonitis verehrt wurde.
Der Grund des Niedergangs lag vermutlich einerseits darin, dass in den ersten nachchristlichen Jahrhunderten der Meeresspiegel damals um einige Meter anstieg. Dadurch wurden der Hafen und küstennahe Teile der Stadt überflutet. Zudem dürfte das Abholzen der Wälder zu Erosion geführt haben, mit entsprechenden Folgen für die Landwirtschaft. Auch das Seeräuberwesen nahm in der Spätantike stark zu.

### Mittelalter
Im 6. Jh. kam es zu schweren Krisen auf dem Balkan und in der Ägäis und die Wirtschaft brach zusammen. Damals wurden viele Städte verlassen. Die Bucht von Gythion dürfte zwar noch von Schiffen angelaufen worden sein, um Trinkwasser zu fassen oder lokale Produkte einzuhandeln, doch sind keine archäologischen oder schriftlichen Zeugnisse aus dieser Zeit bekannt.

### Neuzeit

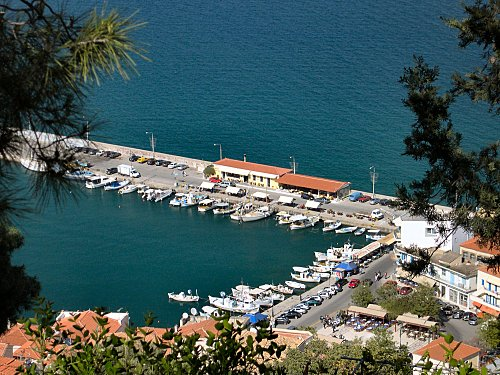
Blick auf den Hafen von Gythio

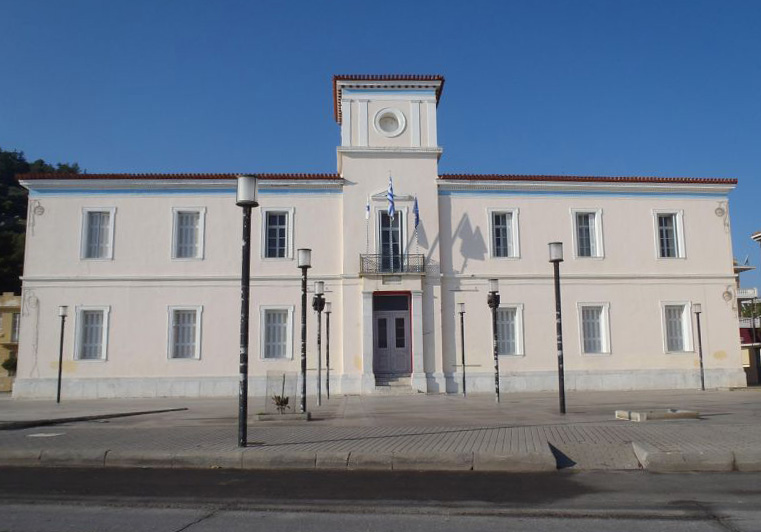
Rathaus, entworfen von Ernst Ziller

Im 16. Jh. wird der Küstenort Paleópolis („Alte Stadt“) genannt, der sich auf die Ruinen des antiken Gythion bezieht.
Tzanet Bey Grigorakis, der von 1782 bis 1798 die Mani kontrollierte, ließ gegenüber der Insel Marathonisi eine kleine Siedlung mit Hafen anlegen, an der Stelle, wo in der Antike das Migonion lag. Den Ort benannte er nach der Insel Marathonísi, während das Delta mit den antiken Überresten Paleópolis hieß. Sein Neffe Andon ließ im Norden der neuen Siedlung einen Turm errichten. Um 1820 bestand der Ort bereits aus rund 100 Häusern.
Stadt und Insel Marathonisi spielten während der Griechischen Revolution (1821–1829) eine bedeutende Rolle; viele Freiheitskämpfer kamen hierher und am Ende der Freiheitskämpfe zählte der Ort 674 Einwohner. 1865 wurde Marathonisi offiziell nach dem antiken Namen in Gýthio umbenannt.
Da die mittelalterliche Gesellschaft der Mani, gekennzeichnet durch Piraterie und Fehden, keinen Bestand im modernen Griechenland haben konnte, wanderten viele Manioten in die Städte ab. So entwickelte sich Gythio schnell zu einer kleinen Hafenstadt, die 1889 bereits 3686 Einwohner zählte.
Zu Beginn des 20. Jahrhunderts breitete sich die Stadt ins Delta aus und es wurde eine Neustadt mit schachbrettartigem Grundriss angelegt. Gleichzeitig wurde die Insel Marathonisi mit einer Mole verbunden, so dass neben dem älteren inneren Hafen ein größerer äußerer Hafen geschaffen wurde. Die Bevölkerung der Stadt entwickelte sich kontinuierlich und erreichte bei Ausbruch des Zweiten Weltkrieges knapp 7000 Einwohner.
Im Zweiten Weltkrieg wurden über Gythio Bomben abgeworfen und die Menschen begannen abzuwandern. Im nachfolgenden Griechischen Bürgerkrieg (1946–1949) litt Gythio unter den kommunistischen Guerillakriegern, die vom nahegelegenen Taygetosgebirge aus agierten. Da der Hafen von Gythio nicht tief genug für moderne Handelsschiffe ist, verlor er seine Bedeutung als Umschlagshafen, zudem wurde der Güterverkehr nach Lakonien immer mehr auf die Straße verlagert. 1961 betrug die Einwohnerzahl noch knapp 5000 Personen.
Gythio war Verwaltungszentrum der gleichnamigen ehemaligen Provinz innerhalb der Präfektur Lakonien, zu der auch die östliche Mani gehörte. 1997 wurde er Sitz einer größeren Gemeinde Gythio, die 2010 in die Gemeinde Anatoliki Mani integriert wurde und dort als Gemeindebezirk weiter besteht.

## Charakter und Sehenswürdigkeiten
Gythio ist eine Kleinstadt, der eine lange Hafenpromenade, steile Treppen und malerische Gassen urgriechisches Ambiente verleihen. Aus ihrer antiken Vergangenheit hat die Stadt heute nurmehr ein kleines römisches Theater zu bieten; viele bauliche Zeitzeugen versanken im 4. Jh. n. Chr. durch ein Erdbeben unter dem Meeresspiegel. Zeugen der Glanzzeit im 19. Jahrhundert sind zahlreiche Häuser neoklassizistischer Architektur am Berghang über dem Hafen, die heute teils im Verfall begriffen, teils liebevoll restauriert sind.
Die Strände der zu Gythio gehörenden Ortschaft Mavrovouni sind vor allem bei Campingtouristen beliebt.
Gythio ist Endpunkt der in Malmö beginnenden Europastraße 65 auf dem griechischen Festland, sie wird auf Kreta fortgesetzt.